# Phryxe semicaudata
Phryxe semicaudata är en tvåvingeart som beskrevs av Herting 1959. Phryxe semicaudata ingår i släktet Phryxe och familjen parasitflugor. Inga underarter finns listade i Catalogue of Life.